# Komarovka (Astracan)
|  | Per a altres significats, vegeu «Komarovka». |

Komarovka (en rus: Комаровка) és un poble de l'óblast d'Astracan, a Rússia, segons el cens del 2010 tenia 354 habitants.